# Horncastle
Koordinaten: 53° 12′ N, 0° 7′ W
Horncastle ist eine englische Kleinstadt mit 6090 Einwohnern im District East Lindsey, Lincolnshire im mittleren Osten (East Midlands) von England. Ihre ehemalige wirtschaftliche Bedeutung als für die Region typischer Markt-Ort, insbesondere für den Viehhandel, ist heute weitgehend abhandengekommen. Der Ort fungiert aber nach wie vor als lokales Zentrum für das dünn besiedelte und stark landwirtschaftlich geprägte zentrale Lincolnshire und weist neben mehreren Schulen und administrativen Einrichtungen auch eine Reihe von Geschäften, gastronomischen Betrieben und kleineren Industrieunternehmen auf.

## Geografie

### Lage
Horncastle liegt 27 Kilometer östlich von Lincoln, die Hauptstadt der Grafschaft Lincolnshire, im Südwesten der Lincolnshire Wolds. Bis zur östlich gelegenen Nordsee sind es ca. 30 km. Der Ort liegt am Zusammenfluss der beiden kleinen Flüsse Bain und Waring. Der Witham-Fluss verläuft in 9 km Entfernung südwestlich.

## Geschichte
Die Römer bauten eine Festung bei Horncastle, welche wahrscheinlich später Teil der befestigten Sachsenküste wurde. Obwohl befestigt, war Horncastle nicht an einer wichtigen Römerstraße gelegen. Daher ist zu vermuten, dass der Fluss Bain die nächstliegende Hauptverkehrsader war. Kleine Reste der Mauern der römischen Festung sind noch erhalten. Die Angelsachsen nannten die Stadt Hyrnecastre, woher der jetzige Name stammt.
Um 1900 gab es Getreide- und Wollehandel sowie einen Pferdemarkt.

## Politik

### Partnerstädte
Horncastle ist Partnerstadt zu Bonnétable (Frankreich) und zur Wedemark (Deutschland).

## Verkehr
Horncastle liegt an der Kreuzung der Landstraßen A158 (von Lincoln zum Seebad Skegness an der Nordsee) und A153 (von Sleaford nach Louth). Bei einem insgesamt bislang wenig ausgebauten Straßennetz im zentralen Lincolnshire stellt Horncastle vor allem während der Sommermonate einen Stau-anfälligen Verkehrsknoten für Urlauber und Wochenendausflügler auf dem Weg von und nach Skegness dar. Linienbusverbindungen bestehen unter anderem nach Lincoln und Skegness. Die überregionale Gesellschaft National Express bietet eine tägliche Reisebusverbindung von und nach London (Victoria Coach Station) an.

## Persönlichkeiten
- Thomas Sully (1783–1872), Maler
- Samuel Roberts (1827–1913), Mathematiker
- Alfred Healey (1879–1960), Hürdenläufer und Sprinter
- Harold Wilson (1885–1932), Mittelstreckenläufer
- Alec Brader (1942–2024), Fußballspieler und Lehrer